# Mura (kommun i Spanien, Katalonien, Província de Barcelona, lat 41,69, long 1,97)
Mura är en kommun i Spanien.   Den ligger i provinsen Província de Barcelona och regionen Katalonien, i den östra delen av landet, 500 km öster om huvudstaden Madrid. Antalet invånare är 227.